# Irene Götz
Irene Götz (geboren 1962 in Freiburg im Breisgau) ist eine deutsche Kulturwissenschaftlerin und Ethnologin.

## Leben
Irene Götz studierte ab 1982 Volkskunde, Germanistik, Anglistik und Geschichte in Freiburg und München. Nach der Magisterprüfung 1988 war sie bis 1994 Assistentin am Institut für deutsche und vergleichende Volkskunde der Ludwig-Maximilians-Universität München und wurde dort 1994 promoviert. Anschließend arbeitete sie in dem Forschungsprojekt „Nationale Identität und der Umgang mit Fremden in Deutschland“ und als wissenschaftliche Institutsangestellte. Ab 1998 war Götz bis 2001 wissenschaftliche Mitarbeiterin am Institut für Europäische Ethnologie der Humboldt-Universität zu Berlin im DFG-Projekt „Kulturelles Repertoire und lokale Repräsentation des Nationalen. Ein deutsch-ungarischer Vergleich“.
2003 wurde sie im Fach Europäische Ethnologie an der Humboldt-Universität habilitiert. 2005/06 war sie dort Gastprofessorin und 2005 bis 2007 Gastprofessorin am Institut für Volkskunde/Europäische Ethnologie der Universität Innsbruck. Seit Anfang 2007 ist Götz Professorin am Institut für Volkskunde/Europäische Ethnologie der LMU München. Ihre Forschungsschwerpunkte sind Arbeits- und Organisationsethnographie, nationale Identitäten, Familienforschung. Sie ist Mitherausgeberin der Zeitschrift für Volkskunde.

## Schriften (Auswahl)
- Unternehmenskultur. Die Arbeitswelt einer Großbäckerei aus kulturwissenschaftlicher Sicht. (=  Münchner Beitraäge zur Volkskunde. Band 19). Waxmann Verlag, Münster / New York 1997, ISBN 3-89325-478-1.
- mit Harro Honolka: Deutsche Identität und das Zusammenleben mit Fremden. Westdeutscher Verlag, Opladen/Wiesbaden 1999, ISBN 3-531-13179-6.
- mit Martin Schulze Wessel und Ekaterina Makhotina (Hrsg.): Vilnius. Geschichte und Gedächtnis einer Stadt zwischen den Kulturen. Campus Verlag, Frankfurt am Main u. a. 2010, ISBN 978-3-593-39308-7.
- Deutsche Identitäten. Die Wiederentdeckung des Nationalen nach 1989. Böhlau, Köln 2011, ISBN 978-3-412-20224-8.
- mit Johannes Moser, Moritz Ege und Burkhart Lauterbach (Hrsg.): Europäische Ethnologie in München. Ein kulturwissenschaftlicher Reader. (=  Münchner Beiträge zur Volkskunde. Band 42). Waxmann Verlag, Münster / New York 2015, ISBN 978-3-8309-3199-7.
- als Hrsg.: Kein Ruhestand: Wie Frauen mit Altersarmut umgehen. Antje Kunstmann Verlag, München 2019, ISBN 978-3-95614-292-5.